# Helena Stachnowicz

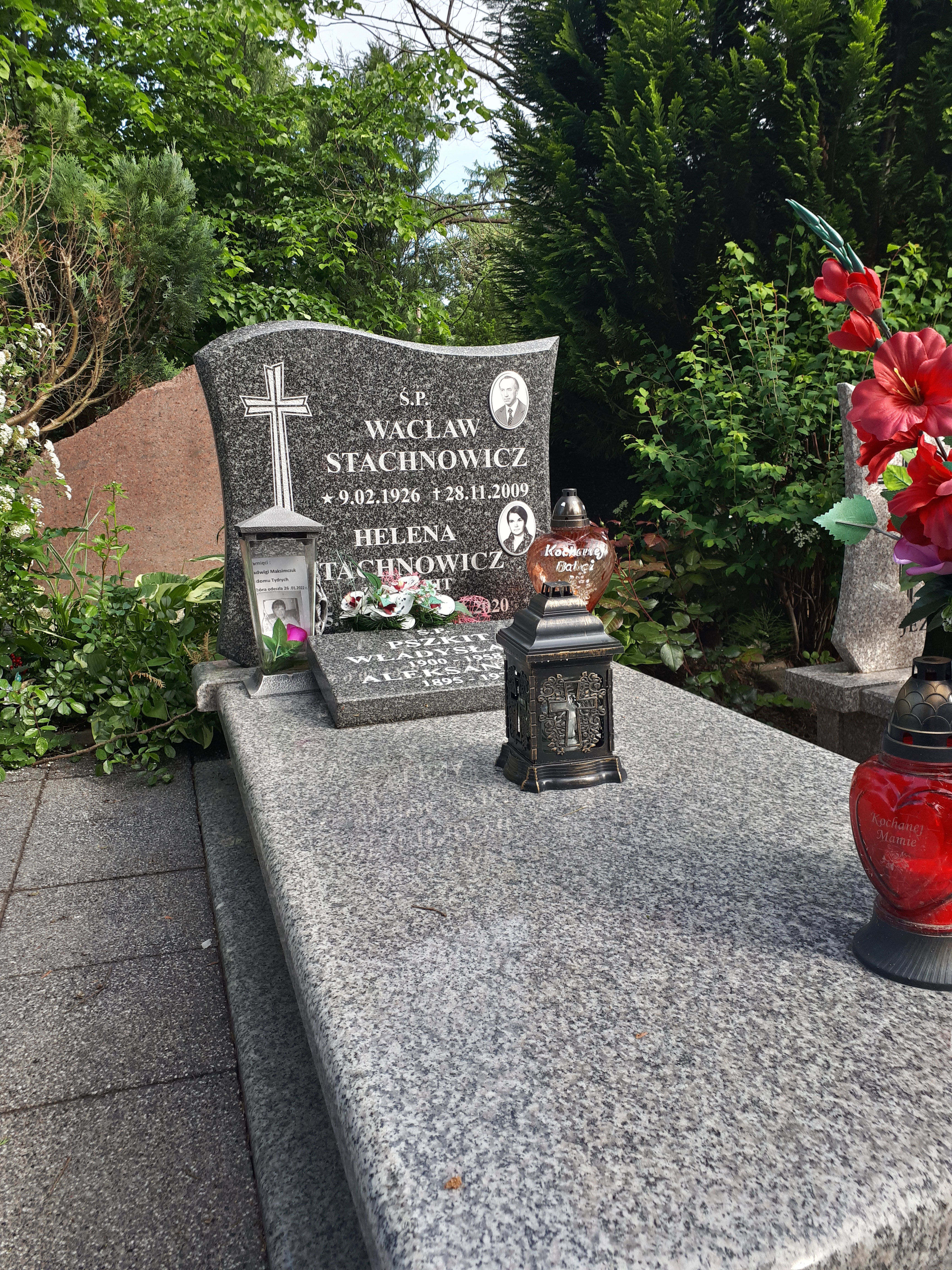
Grób Heleny Stachnowiczm na Cmentarzu Komunalnym Agrykola

Helena Stachnowicz (z domu Pszkit) (ur. 25 maja 1930 w Stoczku Łukowskim, zm. 17 stycznia 2020 w Elblągu) – polska poetka, pedagog, twórczyni audycji radiowych dla dzieci.

## Życiorys
Od października 1946 związana była z Elblągiem. Ukończyła studia na Wydziale Filologii Polskiej Uniwersytetu Mikołaja Kopernika, a następnie Studium Aktorskie w Gdańsku w zakresie inscenizacji. Pracowała jako nauczycielka w szkołach w Elblągu, pełniła funkcję wicedyrektora do spraw ogólnokształcących w Państwowej Podstawowej Szkole Muzycznej w Elblągu. Była autorką opowiadania dla dzieci Agata nogą zamiata, po przejściu na emeryturę związała się z elbląskim Radiem El, na którego antenie prowadziła cykliczne audycje wieczorynkowe dla najmłodszych jako Babcia Agatka. Tworzyła poezję, głównie o tematyce miłosnej. W ogólnopolskim Festiwalu Sztuki Słowa "Czy to jest kochanie" zajęła pierwsze miejsce za wiersz Marzenie. Działała społecznie należąc do grupy elbląskich pionierów, uczestniczyła w projekcie Nasze tutaj i wystąpiła w filmie Przychodźcy.
Zmarła 17 stycznia 2020, została pochowana na Cmentarzu Komunalnym Agrykola.